# Beaumont Skerries
Die Beaumont Skerries (englisch für Beaumont-Schären) umfassen zwei kleine Inseln und diverse Rifffelsen 1,5 km östlich der Joubin-Inseln vor der Südwestküste der Anvers-Insel im westantarktischen Palmer-Archipel.
Das Advisory Committee on Antarctic Names benannte sie 1975 nach Malcolm J. Beaumont, Elektrotechniker des Forschungsschiffs RV Hero auf seiner ersten Antarktisfahrt, das Heiligabend 1968 die Palmer-Station erreichte.